# Петринал
Петринал (енгл. Petronel) је лако ручно ватрено оружје, слично краткој аркебузи, које се користило у 15. и 16. веку. Конструисан као прво ватрено оружје за коњицу, петринал је био претеча пиштоља, мускетона и карабина.

## Историја
Прво ручно ватрено оружје појавило се у другој половини 14. века (у Италији 1364, Француској 1375, Немачкој 1379, Дубровнику 1428) у облику ручних топова (кулеврина) и аркебуза. Пошто су ране аркебузе биле сувише гломазне за коришћење на коњу, за потребе коњице појавило се крајем 15. века ручно ватрено оружје са малим кундаком, тзв. петринал који се при гађању са коња ослањао на груди.
По конструкцији, петринал је био кратка аркебуза са малим кундаком и табаном на фитиљ или коло. Даљом еволуцијом петринала развило се у 16. веку ватрено оружје без кундака, за гађање из руке - пиштољ колашица, који је постао доминантно оружје коњаника у 16. и 17. веку.